# Hans Winter
Hans Walter Winter (Heemstede, 11 februari 1928 – 11 maart 2018) was een Nederlands voetballer.

## Biografie
Hans Winter begon zijn loopbaan in de jeugd van HFC. Het team speelde ook zijn tweelingbroer Hein. De gebroeders Winter waren altijd aan het voetballen op de landjes aan de Meindert Hobbemastraat in Heemstede en waren grote organisatoren van allerlei competities, in de meest uiteenlopende balsporten.
Half april 1955 verscheen informatie dat Hans vanaf volgend seizoen voor Ajax zou spelen. Desondanks hij maakte zijn debuut op 8 mei 1955 in het Eerste klasse-duel tegen EVV. Tot het einde van het seizoen 1954/55 speelde hij 9 wedstrijden in het kampioenschap. Aan het begin van het nieuwe seizoen moest Ajax een bedrag van 3.000 gulden betalen aan HFC voor de overdracht van de aanvaller in overeenstemming met de voorschriften van de voetbalbond van Nederland. In het seizoen 1955/56 Winter speelde hij 4 wedstrijden in het kampioenschap. In de zomer van 1956 werd hij op de transferlijst geplaatst. In hetzelfde jaar verhuisde hij naar de club Go Ahead. Een jaar later keerde hij terug naar HFC.
Na zijn actieve voetballoopbaan bleef hij als bondscheidsrechter bij de KNVB nog jarenlang actief op de Nederlandse velden.

## Carrièrestatistieken
| Seizoen         | Club            | Land            | Competitie       | Competitie | Competitie | Beker | Beker | Internationaal | Internationaal | Overig | Overig | Totaal | Totaal |
| Seizoen         | Club            | Land            | Competitie       | Wed.       | Dlp.       | Wed.  | Dlp.  | Wed.           | Dlp.           | Wed.   | Dlp.   | Wed.   | Dlp.   |
| --------------- | --------------- | --------------- | ---------------- | ---------- | ---------- | ----- | ----- | -------------- | -------------- | ------ | ------ | ------ | ------ |
| 1955/56         | Ajax            | Nederland       | Hoofdklasse A    | 13         | 0          | –     | –     | 0              | 0              | –      | –      | 13     | 0      |
| 1956/57         | Go Ahead        | Nederland       | Tweede divisie A | –          | 3          | –     | –     | 0              | 0              | –      | –      | –      | 3      |
| Carrière totaal | Carrière totaal | Carrière totaal | Carrière totaal  | –          | 3          | –     | 0     | 0              | 0              | –      | –      | –      | 3      |